# عدي بن أبي الزغباء
عُدَي بن سنان بن سبيع بن ثعلبة الجهني صحابي جليل من قبيلة جهينة وكان حليفاً لقبيلة الخزرج من الأنصار شهد مع النبي محمد ﷺ غزوة بدر وغزوة أحد وغزوة الخندق والمشاهد كُلها مع الرسول صل الله عليه وسلم وتوفي في خلافة عمر بن الخطاب.

## نسبه
هو عُدَي بن أبي الزغباء واسمه سنان بن سبيع بن ثعلبة بن ربيعة بن زهرة بن بذيل بن سعد بن عدي بن كاهل بن نصر بن مالك بن غطفان بن قيس بن جهينة الجهني حليف بني مالك بن النجار من الأنصار.